# Vettius Agorius Praetextatus

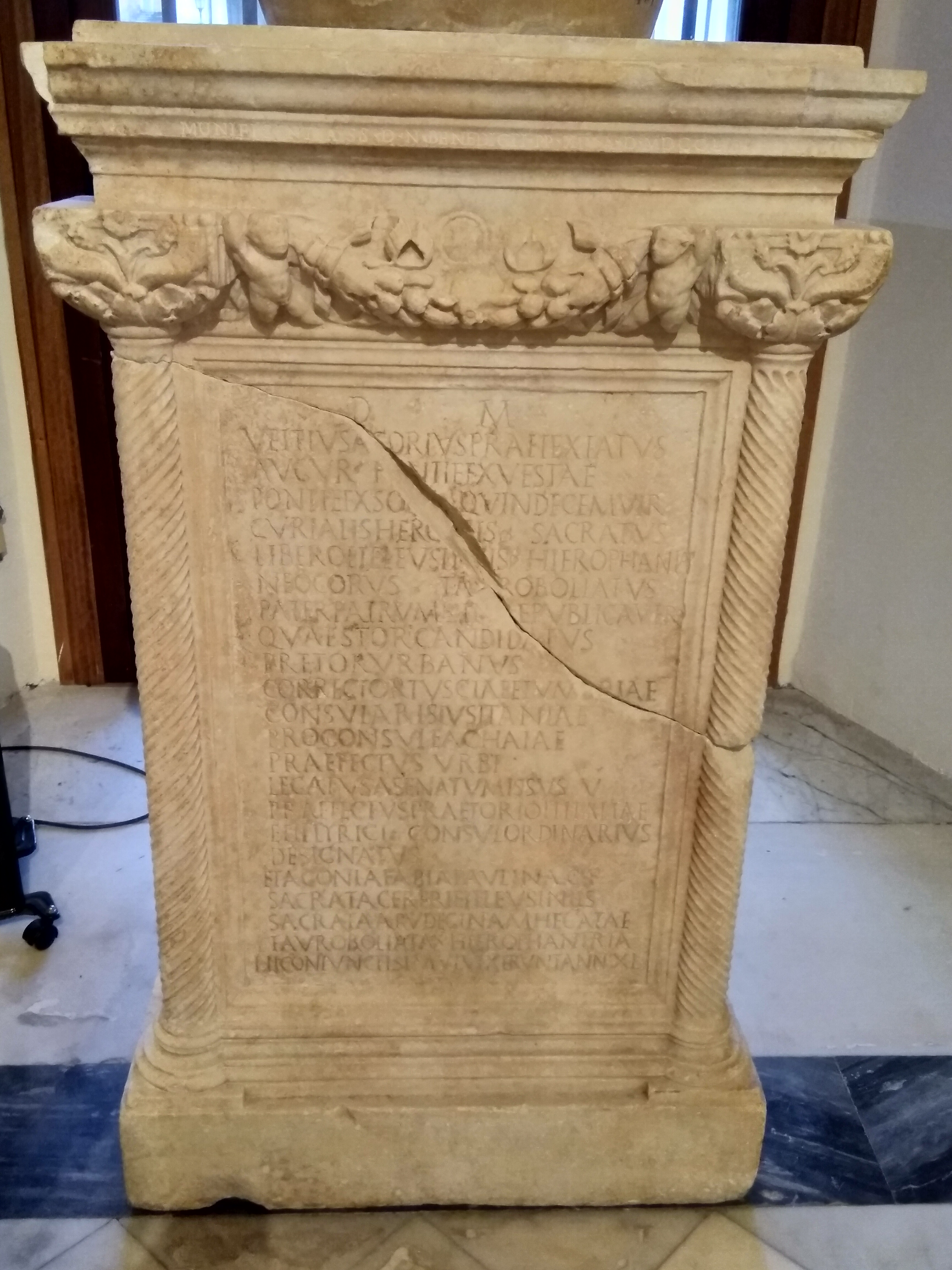
Grabmonument des Praetextatus und seiner Frau Aconia Fabia Paulina mit Inschrift im Kapitolinischen Museum

Vettius Agorius Praetextatus (* um 320; † Oktober/1. Hälfte November 384 vermutlich in Rom) war ein spätantiker römischer Senator und zusammen mit Quintus Aurelius Symmachus und Virius Nicomachus Flavianus eine der führenden Persönlichkeiten der heidnisch-stadtrömischen Senatsaristokratie im späten 4. Jahrhundert.

## Leben
Praetextatus, dessen Vorfahren spätestens seit der Zeit Konstantins hohe öffentliche Ämter bekleideten, wurde vielleicht in Rom geboren. Er war ein vehementer Verfechter der traditionellen Götterkulte gegen das Christentum und trat besonders für die griechischen und östlichen Mysterienkulte ein (während sein Freund Symmachus eher für die speziell römische Religion stand). In mehrere von ihnen war er auch eingeweiht, was in seiner Grabinschrift noch einmal explizit betont wird. 344 heiratete er Aconia Fabia Paulina, die Tochter des Aconius Catullinus Philomatius (Konsul 349).
Praetextatus war von 361 bis 362 Statthalter in der Provinz Lusitania. Trotz seiner religiösen Einstellung wurde er, nachdem er von 362 bis 364 Prokonsul von Achaia gewesen war, 367 von Kaiser Valentinian I., der sich in Religionsfragen aber ohnehin tolerant verhielt, zum Stadtpräfekten von Rom ernannt. In dieser Funktion schlichtete er den seit 366 andauernden Streit um den römischen Bischofssitz zwischen Damasus und Ursinus, wobei es teilweise zu regelrechten Straßenkämpfen gekommen war, zugunsten des Damasus und beendete damit die Unruhen in der Stadt.
Praetextatus war hochgebildet und übersetzte griechische Texte ins Lateinische. Ebenso betrieb er in Rom eine rege Baupolitik und erneuerte heidnische Tempelbauten. Zum Beispiel ließ er die Porticus Deorum Consentium auf dem Forum wiederherstellen. Ammianus Marcellinus berichtet voller Bewunderung über die seiner Ansicht nach tadellose Amtsführung des Praetextatus, in höchsten Tönen lobte ihn auch sein Freund Symmachus.
384 wurde Praetextatus praefectus praetorio Italiae, Illyrici et Africae, womit er einen der höchsten Zivilposten im spätrömischen Reich bekleidete. Im Jahr darauf sollte er das Konsulat bekleiden, doch verstarb er bereits Ende 384. An seiner Stelle wurde der Heermeister Bauto Konsul. 384 war das Jahr, in dem nicht nur Praetextatus mit der Prätorianerpräfektur Italiens, Illyriens und Africas den wichtigsten zivilen Posten im Westen des Reiches, sondern auch Quintus Aurelius Symmachus die Stadtpräfektur Roms innehatte. Diese politische Macht heidnischer Senatoren spielten eine Rolle im Streit um den Victoriaaltar, den die Heiden jedoch verloren. Gerade in diesem kritischen Moment war Praetextatus’ Tod Ende 384 ein „schwerer Schlag“ für die Heiden:

“If ever there was a moment when paganism seemed poised to seize back the initiative, it was 384. Then Praetextatus died.”

„Wenn es jemals einen Moment gab, an dem das Heidentum kurz davor stand, wieder die Initiative zu ergreifen, war es 384. Dann starb Praetextatus.“

## Nachleben

### Ehrungen und Schmähungen bei seinem Tod
Nicht nur die Heiden waren über den Tod des Praetextatus erschüttert. Praetextatus’ Freund und Verbündeter Symmachus berichtet in zeitgenössischen Briefen an den Kaiser, dass das römische Volk bei der Nachricht aus Trauer den Besuch der Theater zurückgewiesen und mit lauten Rufen den Präfekten gefeiert habe. Auch ein Christ wie Hieronymus, der sich als Sekretär des Damasus in Rom aufhielt, schrieb, dass „die überraschende Nachricht von seinem Tode die ganze Stadt erschreckte“. Hieronymus und wohl auch der Autor des anonymen Carmen contra paganos (vielleicht Papst Damasus) stellten aber auch voller Hohn fest, dass Praetextatus nur wenige Monate vor seinem Konsulatsantritt gestorben war und nun, statt den Triumph des Konsulats zu feiern, in der Hölle schmore.
Die neuere Forschung identifiziert Agorius Praetextatus nach Studien u. a. von Lellia Cracco Ruggini und Alan Cameron mittlerweile fast einhellig als den Stadtpräfekten, um den sich das Carmen contra paganos dreht. Das Carmen beschriebe dann die letzten Monate des Praetextatus, in der er laut dem Gedicht an Wassersucht litt, als ein „fieberhaftes Umherlaufen“, in denen Praetextatus in den verschiedenen Tempeln der Stadt die Götter um Heilung bat. Es ließe sich dann auch herleiten, dass Quintus Aurelius Symmachus als Stadtpräfekt Roms beim Tod des Praetextatus ein (vielleicht eintätiges) iustitium ausrief, eine Staatstrauer, bei der sich das Volk Roms als Zeichen der Trauer im sagum kleide(n muss)te.
Nach seinem Tod wurde ihm zu Ehren eine Gedächtnisstatue auf dem Forum Romanum errichtet – eine für Senatoren höchst seltene Ehre. Praetextatus’ Frau, Aconia Fabia Paulina, mit der er vierzig Jahre lang verheiratet war, verstarb einige Zeit danach. Ihr Kind, dessen Name und Geschlecht unbekannt ist, ehrte die Eltern durch eine Inschrift.

### Nachwirkung
Praetextatus spielt eine prominente Rolle in den Saturnalia des Macrobius Ambrosius Theodosius. Die Saturnalia, die Macrobius in der ersten Hälfte des 5. Jahrhunderts schrieb, sind ein platonischer Dialog über klassische Kultur und Literatur unter Freunden, in denen Praetextatus, Symmachus und Virius Nicomachus Flavianus als prominente Sprecher auftreten (zuweilen „Symmachuskreis“ genannt). Das fiktive Gespräch findet im Haus des Praetextatus statt. Macrobius würdigt ihn damit auch als Literaturkenner und Gelehrten.
Praetextatus war einer der bedeutendsten Senatoren seiner Zeit und einer der wichtigsten Vertreter der heidnisch-römischen Senatsfraktion. In der älteren Deutung Andreas Alföldis und Herbert Blochs galten Praetextatus, Symmachus und Virius Nicomachus Flavianus sowie dessen Sohn Nicomachus Flavianus der Jüngere als die führenden Figuren einer heidnischen Opposition gegen die christlichen Kaiser („pagan revival“, heidnische Wiedergeburt). Diese Sichtweise wurde jedoch vor allem von Alan Cameron in Zweifel gezogen; demnach lässt sich der Untergang der traditionellen römischen Kulte eher als ein schleichender Prozess im Rahmen der Christianisierung des Römischen Reiches im 4. Jahrhundert verstehen, der sich allmählich und ohne größeren Widerstand der heidnischen Kreise vollzog. Allerdings bezieht sich Camerons Argumentation vor allem auf das Postulat einer heidnischen Reaktion im Rahmen der Usurpation des Eugenius 392–394, während Cameron eine vermehrte Tätigkeit der Heiden unter Führung von Symmachus und Praetextatus um 384 nicht in Zweifel zieht.